# History Live
History Live ist eine deutsche Diskussionssendung, die sich mit den Themen der Geschichte befasst. In jeder Ausgabe der von Guido Knopp moderierten Sendung diskutierten drei Historiker, Zeitzeugen oder Personen der Zeitgeschichte kontroverse Standpunkte zu Themen der Geschichte. Ziel der Sendung sollte es sein, Geschichte erlebbar zu machen.
Die Erstausstrahlung fand am 30. Juni 2013 statt. Bis 2018 wurden insgesamt 36 Ausgaben produziert, die bei Phoenix ausgestrahlt wurden.

## Episodenliste
| Nr.                                                                  | Originaltitel                                                                | Erstausstrahlung D |
| -------------------------------------------------------------------- | ---------------------------------------------------------------------------- | ------------------ |
| 1                                                                    | Der fremde Freund – die USA und wir                                          | 30. Juni 2013      |
| Gäste: Michael Stürmer, Bryan van Sweringen, Harald Welzer           |                                                                              |                    |
| 2                                                                    | Alles wieder gut? Die Deutschen und ihre Geschichte                          | 25. Aug. 2013      |
| Gast: Arnulf Baring, Michel Friedman, Gesine Schwan                  |                                                                              |                    |
| 3                                                                    | Geglückter Import? – Die Deutschen und ihre Demokratie                       | 29. Sep. 2013      |
| Gäste: Franziska Augstein, Udo Di Fabio, Andreas Rödder              |                                                                              |                    |
| 4                                                                    | Wer war schuld? – Der Weg in den Ersten Weltkrieg                            | 3. Nov. 2013       |
| Gäste: Christopher Clark, Sönke Neitzel, Wolfram Wette               |                                                                              |                    |
| 5                                                                    | Deutsche und Juden – Trotz allem Versöhnung?                                 | 10. Nov. 2013      |
| Gäste: Michael Wolffsohn, Götz Aly, Yves Kugelmann                   |                                                                              |                    |
| 6                                                                    | Willy Brandt – Mythos und Wahrheit                                           | 15. Dez. 2013      |
| Gäste: Alfred Grosser, Daniela Münkel, Jan Fleischhauer              |                                                                              |                    |
| 7                                                                    | 2014 – Jahr der Jahrestage. Was nützt uns die Erinnerung?                    | 19. Jan. 2014      |
| Gäste: Michael Stürmer, Pascal Hugues, Martin Sabrow                 |                                                                              |                    |
| 8                                                                    | Karl der Große – ein Franzose?                                               | 23. Feb. 2014      |
| Gäste: Stefan Weinfurter, Pierre Monnet, Martina Hartmann            |                                                                              |                    |
| 9                                                                    | Von Konrad Adenauer bis Helmut Schmidt – welcher Bundeskanzler war groß? (1) | 2. März 2014       |
| Gäste: Gesine Schwan, Bernhard Vogel, Paul Nolte                     |                                                                              |                    |
| 10                                                                   | Von Helmut Kohl bis Angela Merkel – welcher Bundeskanzler war groß? (2)      | 13. Apr. 2014      |
| Gäste: Kurt Biedenkopf, Werner Weidenfeld, Franziska Augstein        |                                                                              |                    |
| 11                                                                   | Europa – Traum oder Albtraum?                                                | 11. Mai 2014       |
| Gäste: Gabriele Clemens, Arnulf Baring, Horst Teltschik              |                                                                              |                    |
| 12                                                                   | Der zweite Weltkrieg und wie wir damit umgehen                               | 31. Aug. 2014      |
| Gäste: Rolf-Dieter Müller, Sönke Neitzel, Antje Vollmer              |                                                                              |                    |
| 13                                                                   | Der Fall der Mauer – wie es wirklich war                                     | 2. Nov. 2014       |
| Gäste: Marianne Birthler, Werner Weidenfeld, Heinrich August Winkler |                                                                              |                    |
| 14                                                                   | Jesus – Mythos und Wahrheit                                                  | 21. Dez. 2014      |
| Gäste: Annette Merz, Klaus Wengst, Hermann Detering                  |                                                                              |                    |
| 15                                                                   | Bismarcks Reich – Der Schrecken Europas?                                     | 29. März 2015      |
| Gäste: Michael Stürmer, Johannes Willem                              |                                                                              |                    |
| 16                                                                   | Der 8. Mai 1945 – Deutschlands Stunde Null?                                  | 3. März 2015       |
| Gäste: Luc Jochimsen, Erika Steinbach, Manfred Görtemaker            |                                                                              |                    |
| 17                                                                   | Napoleon – Tyrann oder Reformer?                                             | 21. Juni 2015      |
| Gäste: Francois Etienne, Marian Füssel, Karen Hagemann               |                                                                              |                    |
| 18                                                                   | Deutsche und Russen – ein besonderes Verhältnis?                             | 6. Sep. 2015       |
| Gäste: Gerd Koenen, Herfried Münkler, Sonja Margolina                |                                                                              |                    |
| 19                                                                   | Die deutsche Einheit – endlich vollendet?                                    | 2. Okt. 2015       |
| Gäste: Marianne Birthler, Richard Schröder, Andreas Rödder           |                                                                              |                    |
| 20                                                                   | Machtmensch Merkel – Das Jahrzehnt der Kanzlerin                             | 29. Nov. 2015      |
| Gäste: Nikolaus Blome, Tina Hildebrandt, Alison Smale                |                                                                              |                    |
| 21                                                                   | Vatikan – Die Macht der Päpste?                                              | 6. Dez. 2015       |
| Gäste: Horst Herrmann, Manfred Heim, Magdalene Bußmann               |                                                                              |                    |
| 22                                                                   | Mohammed – Der Prophet und seine Zeit                                        | 27. März 2016      |
| Gäste: Gudrun Krämer, Mouhanad Khorchide, Abdel-Hakim Ourghi         |                                                                              |                    |
| 23                                                                   | Rätsel RAF-Terror                                                            | 8. Mai 2016        |
| Gäste: Gisela Diewald-Kerkmann, Wolfgang Kraushaar, Bernhard Töpper  |                                                                              |                    |
| 24                                                                   | Unternehmen Barbarossa – Wendepunkt im Zweiten Weltkrieg?                    | 28. Aug. 2016      |
| Gäste: Sönke Neitzel, Jörg Baberowski, Kristiane Janeke              |                                                                              |                    |
| 25                                                                   | Der neue Terrorismus – 9/11 und die Folgen                                   | 11. Sep. 2016      |
| Gäste: Florence Gaub, John Kornblum, Bassam Tibi                     |                                                                              |                    |
| 26                                                                   | Deutsche und Briten – erst Fremde, dann Freunde?                             | 23. Okt. 2016      |
| Gäste: Manfred Görtemaker, Anthony Glees, Annika Mombauer            |                                                                              |                    |
| 27                                                                   | Martin Luther – Rebell wider Willen?                                         | 20. Nov. 2016      |
| Gäste: Dorothea Wendebourg, Thomas Kaufmann, Willi Winkler           |                                                                              |                    |
| 28                                                                   | Flucht und Vertreibung – ein ewiges Thema                                    | 29. Jan. 2017      |
| Gäste: Gesine Schwan, Gundula Bavendamm, Horst Möller                |                                                                              |                    |
| 29                                                                   | Europa – Einheit vs. Exit                                                    | 19. März 2017      |
| Gäste: Gabriele Clemens, David Engels, Michael Wolffsohn             |                                                                              |                    |
| 30                                                                   | Von der APO zur RAF                                                          | 11. Juni 2017      |
| Gäste: Götz Aly, Wolfgang Kraushaar, Ingrid Gilcher-Holtey           |                                                                              |                    |
| 31                                                                   | Der Kalte Krieg – Legende und Wahrheit (1)                                   | 16. Juli 2017      |
| Gäste: Bernd Greiner, John Kornblum, Gabriele Krone-Schmalz          |                                                                              |                    |
| 32                                                                   | Der Kalte Krieg – Legende und Wahrheit (2)                                   | 10. Sep. 2017      |
| Gäste: Bernd Greiner, John Kornblum, Gabriele Krone-Schmalz          |                                                                              |                    |
| 33                                                                   | Oktoberrevolution – Grundstein für ein neues Russland?                       | 5. Nov. 2017       |
| Gäste: Martin Aust, Anke Hilbrenner, Jan Kusber                      |                                                                              |                    |
| 34                                                                   | Weltreligionen – Nur ein Gott für Alle?                                      | 19. Nov. 2017      |
| Gäste: Walter Homolka, Kathrin Klausing, Paul-Gerhard Klumbies       |                                                                              |                    |
| 35                                                                   | 1918: Schicksalsjahr für Deutschland und die Welt?                           | 25. Feb. 2018      |
| Gäste: Silke Fehlemann, Jörn Leonhard, Gerd Krumeich                 |                                                                              |                    |
| 36                                                                   | Mit schwerem Gepäck: Die Bundeswehr und ihre Tradition                       | 1. Apr. 2018       |
| Gäste: Sönke Neitzel, Loretana de Libero, Harald Kujat               |                                                                              |                    |

## Rezeption
Die Welt kritisierte anlässlich der Auftaktepisode Der fremde Freund – die USA und wir, dass sich Knopp nur stur an seinen Stichpunktzettel halte, es deshalb wenig Lebendigkeit innerhalb der Sendung gäbe und sich auch kein wirkliches Streitgespräch entwickle.